# Niort
Niort é uma comuna francesa na região administrativa da Nova Aquitânia, no departamento de Deux-Sèvres. Estende-se por uma área de 68,20 km². Em 2010 a comuna tinha 60 876 habitantes (densidade: 892,6 hab./km²).